# العلاقات التشيكية الجورجية
العلاقات التشيكية الجورجية هي العلاقات الثنائية التي تجمع بين التشيك وجورجيا.

## مقارنة بين البلدين
هذه مقارنة عامة ومرجعية للدولتين:
| وجه المقارنة                                              | التشيك                                                                            | جورجيا                          |
| --------------------------------------------------------- | --------------------------------------------------------------------------------- | ------------------------------- |
| المساحة (كم2)                                             | 78.87 ألف                                                                         | 69.70 ألف                       |
| عدد السكان (نسمة)                                         | 10.52 مليون                                                                       | 3.72 مليون                      |
| الكثافة السكانية (ن./كم²)                                 | 133.38                                                                            | 53.37                           |
| العاصمة                                                   | براغ                                                                              | تبليسي، كوتايسي                 |
| اللغة الرسمية                                             | اللغة التشيكية                                                                    | اللغة الجورجية، اللغة الأبخازية |
| العملة                                                    | كرونة تشيكية، كرونة تشيكوسلوفاكية                                                 | لاري جورجي                      |
| الناتج المحلي الإجمالي (بليون دولار)                      | 215.73 مليار                                                                      | 15.16 مليار                     |
| الناتج المحلي الإجمالي (تعادل القوة الشرائية) بليون دولار | 356.15 مليار                                                                      | 35.68 مليار                     |
| الناتج المحلي الإجمالي الاسمي للفرد دولار أمريكي          | 17.55 ألف                                                                         | 3.79 ألف                        |
| الناتج المحلي الإجمالي للفرد دولار أمريكي                 | 31.19 ألف                                                                         |                                 |
| مؤشر التنمية البشرية                                      | 0.878                                                                             | 0.754                           |
| رمز المكالمات الدولي                                      | +420                                                                              | +995                            |
| رمز الإنترنت                                              | .cz                                                                               | .ge، .გე ‏                       |
| المنطقة الزمنية                                           | ت ع م+01:00، ت ع م+02:00، توقيت وسط أوروبا، توقيت وسط أوروبا الصيفي، أوروبا/براغ ‏ | ت ع م+04:00                     |

## منظمات دولية مشتركة
يشترك البلدان في عضوية مجموعة من المنظمات الدولية، منها:
| علم المنظمة | اسم المنظمة                             | تاريخ انضمام التشيك | تاريخ انضمام جورجيا |
| ----------- | --------------------------------------- | ------------------- | ------------------- |
|             | مؤسسة التنمية الدولية                   | 1993                | 31 أغسطس 1993       |
|             | اتفاقية السماوات المفتوحة               | ?                   | ?                   |
|             | المنظمة الأوروبية لسلامة الملاحة الجوية | 1996                | 2012                |
|             | منظمة الأمن والتعاون في أوروبا          | 1993                | 24 مارس 1992        |
|             | مؤسسة التمويل الدولية                   | 1993                | 29 يونيو 1995       |
|             | مجلس أوروبا                             | ?                   | 27 أبريل 1999       |
|             | يونسكو                                  | 22 فبراير 1993      | 7 أكتوبر 1992       |
|             | الأمم المتحدة                           | 19 يناير 1993       | 31 يوليو 1992       |
|             | الاتحاد الدولي للاتصالات                | 1993                | 7 يناير 1993        |
|             | البنك الدولي للإنشاء والتعمير           | 1993                | 7 أغسطس 1992        |
|             | الاتحاد البريدي العالمي                 | ?                   | ?                   |
|             | منظمة التجارة العالمية                  | ?                   | 14 يونيو 2000       |
|             | الفريق المعني برصد الأرض                | ?                   | ?                   |

## وصلات خارجية
- موقع وزارة الخارجية التشيكية
- موقع وزارة الخارجية الجورجية